# Brezna (Prizren)
Pour les articles homonymes, voir Brezna.
Breznë en albanais et Brezna en serbe latin (en serbe cyrillique : Брезна) est une localité du Kosovo située dans la commune/municipalité de Dragash/Dragaš et dans le district de Prizren/Prizren. Selon le recensement de 2011, elle compte 1 990 habitants.
Selon le découpage administratif de la Serbie, la localité fait partie de la municipalité de Prizren.

## Démographie

### Évolution historique de la population dans la localité
| 1948 | 1953 | 1961 | 1971  | 1981  | 1991  | 2011  |
| ---- | ---- | ---- | ----- | ----- | ----- | ----- |
| 908  | 871  | 946  | 1 410 | 1 971 | 2 465 | 1 990 |

|  |

### Répartition de la population par nationalités (2011)
En 2011, les Albanais représentaient 99,80 % de la population.